# Hospital Noble
El Hospital Noble es un edificio del siglo XIX situado en el barrio de La Malagueta de la ciudad española de Málaga. 

## Historia
Se trata de un antiguo hospital construido entre 1866 y 1870 por las herederas del doctor Joseph Noble, un médico inglés que murió de cólera cuando se encontraba de viaje en Málaga para reponer su salud.  Su finalidad era atender tanto a los malagueños como a los numerosos extranjeros que arribaban al puerto de Málaga.
Con el tiempo el edificio pasó a formar parte de la Comisión Municipal de Beneficencia, siendo incautado en 1931 durante la II República española, aunque en 1937 fue devuelto a sus originales donantes, realizando actividades sanitarias hasta los años 80.
En la actualidad alberga oficinas municipales. Aunque buena parte de su personal que anteriormente trabajaba allí, ha sido traslada a las oficinas de urbanismo (enfrente del puerto).

## Arquitectura
Atribuido al arquitecto José Trigueros y Trigueros. De estilo neogótico, fue construido en ladrillo visto, con arcos ojivales y una crestería de hierro sobre las cubiertas. En su fachada principal el hospital presenta un pórtico un gran arco de piedra, y sobre el una lápida con la inscripción "Hospital Noble". El edificio es de estructura sencilla, compuesta por una nave longitudinal con un pasillo central, por la que se distribuyen distintas dependencias; y dos cuerpos laterales idénticos, destinados a casa de socorro. La capilla fue inaugurada cinco años más tarde de la apertura del Hospital, el 12 de agosto de 1875, fecha en la que se celebró la primera misa con asistencia del gobernador civil, Eduardo Garrido Estrada.
En la Capilla tiene su sede la Hermandad del Descendimiento.
En los jardines además de una bonita fuente, hay árboles centenarios de varias especies.
En 1970 las instalaciones hospitalarias sufrieron una gran ampliación que modificaron el interior del edificio y su fachada trasera original.